# Jelle van Rijswijk
Jelle van Rijswijk (Bree, 18 november 1996) is een Nederlands voetballer die doorgaans speelt als spits. In juli 2024 verruilde hij Excelsior Hamont voor Kattenbos Sport.

## Clubcarrière
Van Rijswijk speelde in de jeugd van afwisselend Belgische en Nederlandse clubs, namelijk FC Kinrooi, MVV Maastricht, Bocholter VV en Fortuna Sittard. Bij die laatste club sloot hij zich in 2014 aan bij het eerste elftal. De aanvaller debuteerde op 22 augustus 2014, toen met 5 – 1 verloren werd op bezoek bij N.E.C.. Van Rijswijk mocht in de tweede helft invallen voor Lars Gulpen. In de zomer van 2015 maakte Van Rijswijk de overstap naar N.E.C., waar hij een amateurcontract ondertekende. In Nijmegen sloot de aanvaller zich aan bij het tweede elftal. In de voorbereiding op het seizoen 2016/17 sloot Van Rijswijk als proefspeler aan bij VVV-Venlo. Dit leidde echter niet tot een contract. In november 2016 vond de spits wel een nieuwe club; bij het Belgische Patro Eisden Maasmechelen was hij vanaf januari 2017 inzetbaar. In het seizoen 2018/19 speelde hij voor KSK Hasselt en medio 2019 ging hij naar RC Hades. Eind augustus 2019 ging Van Rijswijk naar KFC Diest en een jaar later naar Esperanza Pelt. Na een tijd zonder club tekende hij in de zomer van 2023 voor Excelsior Hamont. Een jaar later verkaste Van Rijswijk naar Kattenbos Sport.